# Йошикава Хидецугу
Йошикава Идетсугю (на японски: 吉川英次; на английски: Yoshikawa Hidetsugu) е японски писател, автор на исторически романи и разкази. Известен е основно под псевдонима Ейджи Йошикава (на японски: 吉川英治, (на английски: Eiji Yoshikawa).

## Биография и творчество
Йошикава Идетсугю е роден на 11 август 1892 г. в селище, което сега е част от Йокохама, префектура Канагава, Япония, в стария самурайски клан Одавара. Поради провал на бизнеса на неговия баща той е принуден да напусне училище на 11 г. и да започне да работи. На 18 г., след почти фатален инцидент при работа на доковете, се премества в Токио, където става чирак в работилница за поставяне на златен лак.
По това време той започва да се интересува от хайку и започва да пише хумористични хайку под псевдонима „Киджиро“. През 1914 г. печели първа награда на конкурс за нови романи на издателство „Коданша“ с „Приказка от Еношима“. През 1921 г. започва да работи за вестника „Мейю Шимбун“, като през следващата година започва да публикува в него части от „Животът на Шинран“.
Йошикава Идетсугю се жени за гейшата Ясу Аказава през 1923 г., годината на Голямото земетресение в Канто. Преживяванията му по време на земетресението засилват решимостта му да се насочи към писателската кариера. В следващите години публикува разкази в различни списания на издателство „Коданша“. Използва 19 псевдонима докато накрая приема псевдонима Ейджи Йошикава. За пръв път го използва при серийната публикация на „Sword Trouble, Woman Trouble“.
Става популярен след публикацията през 1926 г. на „Тайният запис от Наруто“ в „Осака Маничи Шимбун“. В началото на 30-те години творчеството му става интроспективно, поради проблеми в личния му живот във връзка с психическите проблеми на съпругата му.
През 1935 г. започва да публикува в „Асахи Шимбун“ романа „Мусаши“, с герой легендарния майстор на меча Миямото Мусаши. С него получава признание като емблематичен автор в жанра на историческия роман на Япония.
При избухването на войната с Китай през 1937 г. вестник „Асаши Шимбун“ го изпраща на бойното поле като специален кореспондент. По това време той се развежда с Ясу Аказава и се жени за 16-годишната Фумико Икедо. По време на войната продължава да пише романи, като е повлиян от китайската култура. Сред произведенията от този му период са „Тайко“ и „Романс от Трите царства“.
В края на Втората световна война спира да пише за известно време оттегляйки се в селището Оумеши, в покрайнините на Токио. През 1947 г. започва да пише отново като най-добрите работи от този период включват „Нова приказка за Хайке“ (1950) и автобиографичния „Частен запис за Тихоокеанската война“ (1958).
В своето творчество писателят е повлиян от големите класики на японската литература. Много от тях той преразказва в своя собствен изискан стил и на достъпен съвременен изказ, с което засилва интереса към миналото на Япония и нейните традиции. През 1960 г. е удостоен с Ордена на културата на Япония, което е най-високото отличие за писателите.
По много от произведенията на писателя са направени екранизации за киното и телевизията.
Йошикава Идетсугю умира от рак на белия дроб на 7 септември 1962 г. в Токио.
На негово име е учредена литературна награда за произведение и дебют на японските писатели.

## Произведения
В Япония издателство „Коданша“ систематизира и издава произведенията на писателя в 80-томна поредица.
1 – 剣難女難 (Kennan Jonan) – Sword Trouble, Woman Trouble
2 – 4 – 鳴門秘帖 (Naruto Hitcho) – Тайният запис от Наруто
5 – 7 – 江戸三國志 (Edo Sangoku-shi) – Трите царства на Едо
8 – かんかん虫は唄う (Kankan Mushi wa Utau) – разкази
9 – 牢獄の花嫁 (Rougoku no Hanayome) – Мостът на затвора
10 – 松の露八 (Matsu no Rohachi) – Rohachi of the Pines
11 – 13 – 親鸞 (Shinran) – Животът на Шинран
14 – 21 – 宮本武蔵 (Miyamoto Musashi) – „Мусаши“ (1971)
22 – 32 – 新書太閣記 (Shinsho Taiko ki) – „Тайко: Епичен роман за битки и слава в средновековна Япония“ (1941)
33 – 40 – 三國志 (Sangoku shi) – Романс от Трите царства
41 – 42 – 源頼朝 (Minamoto Yoritomo)
43 – 上杉謙信 (Uesugi Kenshin)
44 – 黒田如水 (Kuroda Yoshitaka)
45 – 大岡越前 (Ooka Echizen)
46 – 平の将門 (Taira no Masakado)
47 – 62 – 新平家物語 (Shin Heike monogatari) – Нова приказка за Хайке
63 – 70 – 私本太平記 (Shihon Taihei ki) – Частен запис за Тихоокеанската война
71 – 74 (in four volumes) – 新水滸伝 (Shin Suikoden) – New Tales from the Water Margin
75 – 治朗吉格子 (Jirokichi Goshi) – разкази
76 – 柳生月影沙 (Yagyu Tsukikage sho) – разкази
77 – 忘れ残りの記 (Wasurenokori no ki) – Record of Things Left Unforgotten
78 – 80 – 神州天馬侠 (Shinshu Tenma Kyo)

### В България
- Серията „Тайко“ е издадена през 1995 г. в два тома в превод от английски от Георги Парпулов.
- Серията „Мусаши“ е издадена през 1998 г. в два тома в превод от английски от Георги Парпулов.

### Филмография
- 1926 Naruto hichô: Dai ippen – по романа
- 1928 Zoku Banka jigoku: Dai ippen – по разказа
- 1929 Zoku Banka jigoku: Dai nihen – по разказа
- 1929 Zoku Banka jigoku: Kanketsu hen – по разказа
- 1929 Kaigara Ippei: Zempen – по разказа
- 1930 Kaigara Ippei: Dai ni hen – по разказа
- 1930 Kaigara Ippei: Dai nihen – по разказа
- 1930 Kaigara Ippei: Dai ippen – по разказа
- 1930 Kaigara Ippei: Dai san pen – по разказа
- 1930 Ryûko hachi-tengu – Suiko no maki – по разказа
- 1931 Kankanmushi wa utau – по разказа
- 1931 Oatsurae Jirokichi goshi – по романа
- 1934 Arupusu taishô – по романа
- 1938 Harusame yûbin – по разказа
- 1939 Rônin fubuki – по разказа
- 1940 Miyamoto Musashi – Dai-ichi-bu: Kusawake no hitobito – Dai-ni-bu: Eitatsu no mon – по разказа
- 1940 Miyamoto Musashi: Dai-san-bu – Kenshin ichiro – по разказа
- 1942 Miyamoto Musashi: Ichijoji ketto – по разказа
- 1943 Nitôryû kaigen – по разказа
- 1943 Kettô Banjakuzaka – по разказа
- 1952 Jirokichi kôshi – по романа
- 1954/I Miyamoto Musashi – по романа
- 1955 Zoku Miyamoto Musashi: Ichijôji no kettô – по романа
- 1955 Shin heike monogatari – по разказа
- 1956 Miyamoto Musashi kanketsuhen: kettô Ganryûjima – по романа
- 1956 Shin, Heike monogatari: Yoshinaka o meguru sannin no onna – по романа
- 1958 Shinshû tenmakyô – по разказа
- 1958 Shinshû tenmakyô – Kanketsu-hen – по разказа
- 1960 Shinran – по романа
- 1960 Zoku shinran – по романа
- 1961 Miyamoto Musashi – по романа
- 1962 Sabakareru Echizen no kami – по разказа
- 1962 Miyamoto Musashi: Hannyazaka no kettô – по романа
- 1963 Miyamoto Musashi: Nitôryû kaigen – по романа
- 1964 Miyamoto Musashi: Ichijôji no kettô – по романа
- 1965 Takôki – ТВ сериал
- 1965 Miyamoto Musashi: Ganryû-jima no kettô – по романа
- 1971 Shinken shobu – по романа „Мусаши“
- 1973 Miyamoto Musashi – по романа
- 1984 Miyamoto Musashi – ТВ сериал, по романа
- 1991 Taiheiki – ТВ сериал, по романа
- 2003 Musashi – ТВ сериал